# Сова рибарица
Сова рибарица (лат. Scotopelia peli) врста је сове из породице правих сова. Храни се прететжно ноћу, и то рибама и жабама које хвата на површини река и језера. Ова врста преферира реке спорог тока са великим дрвећем на обалама на којима се гнезди и вреба плен. Гнезди се у шупљинама дрвећа, где женка полаже два јаја, од којих углавном преживи једно младунче.

## Опис
Сова рибарица је једна од највећих врста сова на свету. Међу осталим светским совама, рибарица је пета у свету по тежини, на седмом месту по дужини крила и четврта у свету по просечном распону крила, иако све велике врсте сова немају велики распон крила. Сова рибарица висока је између 51 и 63 центиметара, има распон крила око 153 центиметара, а тешка је 2-2,35 килограма. Према садашњој квалификацији, она је најтежа сова ако се изузму врсте из рода Bubo, иако неки научници сове рибаре сврставају у поменути род. Када је реч о осталим мерама, крила сове рибарице дугачка су по 40,7-44,7 центиметара, а реп је дужине 20,7-24,3 центиметара. Ова сова је веома добро адаптирана на водене услове. За разлику од осталих сова, она има минимално перја на ногама и доњем делу тела, што смањује количину поквашеног перја док лови. Попут неких грабљивица које су се специјализовале за лов рибе, и сова рибарица има карактеристично развијене канџе које јој омогућавају да брзо ухвати клизаву рибу. Сходно томе да јој чуло слуха није много потребно за исхрану и лов, ова сова нема развијен поменути чулни систем нити ушно перје које је карактеристично за већину сова, што узрокује њену скоро потпуну глувоћу током лета.
Одрасле јединке су риђе боје са тамним шарама које почињу на горњим и појачавају се ка доњим деловима тела. Перје око главе је растресито и дугачко, дајући глави длакав изглед. Ноге и прсти су без перја и јарке жутонаранџасте су боје. Бело грло често није уочљиво, мада може бити надуто да би се приказало током удварања птице. Летно и репно перје је штрафтасто са светлијим и тамнијим перима. Очи су изразито тамне, често црнкасте боје. Одрасле јединке различитих полова су врло сличне по изгледу, с тим да је женка генерално мање риђа од мужјака и има мање јасан фацијални диск. Постоје значајне разлике у обојености и шарама међу одраслим јединкама, с тим да неке имају изванредно бледо перје, док неке могу да имају готово потпуно тамно перје. Младунци су униформније обојени, готово без шара и са много више голе коже. За разлику од буљина, ушно перје код сове рибарице је једва видљиво, што њеној глави даје округлији облик. Друге две припаднице групе сова рибара су мање и немају тамне шаре.
Оглашавање мужјака је дубље, звучније, попут звука рога, и састоји се прво од једног, а онда од још једног, вишег хука хухуху. Мужјак такође има заокружен крик, много виши од већине буљина, праћен дубоким, меканим гроктајем: хумммм-вот или хууумм-хут. Дозивање мужјака, које се понавља на сваких 10 до 20 секунди, може се чути на удаљености до три километра. Док пева, грло и груди мужјака су често веома надуване. Дозивање женке је врло слично, али много пискавије и има двострук призвук: хут-ут. Женке и младунци, када су у гнезду и када наслућују храну, оглашавају се са виууу.

## Распрострањеност
Ова птица живи на подручју подсахарске Африке, али је углавном ограничена на поједина подручја, ретко се виђа или је потпуно одсутна из сувљих региона. Делимично је распрострањена у Нигерији, Сенегалу, Гамбији, Гвинеји, Сијера Леонеу и у централној Африци од западне обале па до источног Заира и неконтинуирано до Јужног Судана, Сомалије, Кеније и Танзаније, а јужно до Зимбабвеа, Боцване и источне Јужне Африке.

## Станиште
Сова рибарица живи у шумама на обалама река и језера. Може се наћи у мочварама и естуарима на надморској висини па све до 1.700 метара надморске висине. Обично преферира шуме поред река са великим дрвећем, иако се среће и на острвима недалеко од обале. Врста је птица станарица, тако да не постоје сезонске сеобе, иако младе јединке, које још увек нису нашле свог пара, могу понекад да лутају док не стекну своју територију. Понекад се сова рибарица може срести ван свог ареала, што се дешава када трага за пленом.

## Исхрана
У суштини, ово је ноћна птица и вокално најактивнија у ведрим ноћима, посебно близу зоре. Међутим, понекад се могу видети и током дана, посебно у периоду када је плен оскудан. Дан обично проводе на великој грани на дрвету. Често се мужјак и женка гнезде у једној рупи. У сумрак, они излазе из гнезда и падају на стубове, гране и друге објекте који се протежу преко воде.
Главни део исхране ове сове чини свакако риба. Она може да лови рибу тежине од најмање 2 килограма, али се већином храни ситнијим пленом, обично тежине између 100 и 200 грама. Није пробирљива, тако да може да се храни било којом врстом рибе чија је тежина у поменутом опсегу и која се налази близу површине воде. За разлику од осталих сова рибара, које су искључиво писциворне птице, сова рибарица може да се храни и другим воденим животињама, попут жаба, краба, шкољки и великих инсеката. Забележено је да је једном ова сова напала младунче нилског крокодила (Crocodylus niloticus). Док је смештена изнад воде, сова детектује покрете риба из таласа у води и устремљује се доле и хвата плен снажним канџама, па се потом враћа на грану. За разлику од осталих сова које се хране рибом, рибарица се ретко кад покваси док лови, а још се ређе догађа да она загази у плићак како би дошла до хране.

## Размножавање
Сова рибарица се гнезди током суве сезоне, јер јој је тада, због чистије воде, омогућено да лакше уочи рибу. Већина припадника врсте је моногамна и територијална, освајајући области око река и језера. Сва животна активност ове сове одвија се у непосредној близини обале. Територије се утврђују оглашавањем на почетку сезоне парења. Када има плена у изобиљу, популација може да буде прилично густа. У таквим условима, територије су обично веома мале па се главна активност приплодног пара може одвијати у пречнику од свега 300 метара. У Боцвани, на пример, постоје 23 територија на простору дугом 60 km дуж реке, а у Националном парку Кругер и до 8 парова се може наћи дуж обале реке Левубу.
Гнездо ове сове представља природна шупљина у старом засенченом дрвету близу обале реке, често на месту где се дебеле гране одвајају од стабла. Обично полаже једно или два јаја, у просеку 62.5 x 52.1 милиметара и тежине од око 85 грама. Женка сноси јаја када ниво воде почиње да опада јер тада има хране за младунце у изобиљу. Инкубација траје око 32 дана, а за то време, док женка лежи на јајима, мужјак лови и храни је. Ако је снесено више од једног јајета, она се излежу у интервалима од пет дана. Друго младунче обично не преживи, углавном угине од глади. Приликом излегања, младунче тежи између 60 и 70 грама, а своје очи отвара након седам дана. За 20ак дана младунци нарасту до тежине од око 500 грама, а са старошћу од 68 до 70 дана, они већ теже између 1.400 и 1.700 грама. Младунци остају у гнезду родитеља 6 до 9 месеци након добијања перја, а са 10 месеци старости постају потпуно одрасли. Одмах након уочавања опасности по младунце, и мужјак и женке почињу са одвраћањем предатора. Они тада глуме да су повређени како би привукли пажњу потенцијалног предатора и испуштају продорне крике. Сова рибарица често може да нападне афричког орла рибара, који се превише приближи гнезду. Афрички орао рибар и афричка буљина представљају вероватно једине предаторе које могу наудити овој сови, иако су сусрети између ових двеју сова вероватно веома ретки због различитих склоности ка стаништима. Због релативно касног доба у коме младунци постају одрасле јединке, сова рибарица се обично размножава једном током сезоне.

## Статус
Распрострањеност сове рибарице се локално креће од ретког и спорадичног па до прилично честог, у зависности од квалитета датог локалног окружења. Због зависности од великих водених површина са обиљем рибе и старим стаблима, ова сова је изузетно осетљива врста по питању станишта. Преграђивање, исушивање и уклањање водених токова ради наводњавања и сличних потреба само су неки од локалних проблема са којима се суочава врста. У неким местима загађење воде може представљати додатни проблем, као и превелики лов, нарочито тамо где људска популација убрзано расте, па може исцрпити залихе хране за ову сову. Промене у снабдевању водом могу утицати на приобално дрвеће у ком се сова рибарица гнезди и живи, а у неким областима њено станиште се додатно деградира сечом шума, па чак уништава и од стране великих популација слонова. Чак се и у заштићеним подручјима у којима сова живи могу осетити негативне последице човековог деловања узводно које негативно утичу на рибљи фонд и дрвеће за гнежђење. Све у свему, врста је широко распрострањена и чини се да су популације тренутно стабилне. Међутим, врста ће у будућности вероватно бити под великим притиском ако, како то предвиђају модели климатским промена, афрички континент постане сувљи и ако растућа људска популација почне да се све више ослања и утиче на речни систем у региону.